# Chase (gruppo musicale italiano)
Chase è un gruppo musicale italiano, attivo negli anni novanta.

## Storia del gruppo
L'attività della band inizia con la casa discografica A&D Records del produttore Toni Verde. Componenti del gruppo e autori dei brani erano i disc jockey Sandro Murru, in arte Kortezman, ed Emanuele Marascia.
La prima voce del progetto è stata Melanie Sholl, con la quale sono stati incisi i singoli Music Is My Life, Take My Soul, To the top, Beggin' for More e Love for the Future.
Dopo l'uscita dal gruppo di Melanie, i produttori decidono di abbandonare l'idea della voce nera. Come cantante arriva Cindy Wyffels, con la quale i Chase incidono Obsession, Stay with Me, Gotta Lot of Love e Wrong or right, tutti contenuti nel primo album Barefoot.
Successivamente esce Shadows Sail, ultimo singolo inciso con Cindy Wyffels, che si ritrova in altri 2 singoli, Distance e Whisper & Loveliness, contenuti nell'album 4dancefloor, inciso insieme alle cantanti Blackwood, Gate e Dj Hacker.
Dopo l'uscita dal gruppo di Cindy i Chase cercano una cantante con una voce simile alla sua, quasi indistinguibile: viene scelta la vocalist Lilia, con la quale i Chase incidono gli ultimi due singoli prima di finire la loro storia musicale: la ballata romantica I Imagine e Reflections.
Il produttore Toni Verde decide di rendere pubblici su Spotify un paio di singoli inediti di Chase, incisi nel passato: " One of these days " e " Listen Sister " interpretati dalla storica voce di Cindy Wyffels.

## Discografia

### Album
- Barefoot (BMG Ricordi)

### Singoli
- Beggin' for more
- Music Is My Life
- Love for the Future
- Take my soul
- To the top
- Obsession
- Stay with Me
- Wrong or Right
- Gotta Lot of Love
- Shadows Sail
- I imagine
- Reflections
- Distance
- Whisper & Loveliness
- One of these days
- Listen sister